# Harold J. Finch
Pour les articles homonymes, voir Finch.
Harold J. Finch est un homme politique travailliste gallois né le 2 mai 1898 à Barry et mort le 16 juillet 1979 à Newport. Il est député à la Chambre des communes de 1950 à 1970.

## Biographie

### Origines
Harold Josiah Finch est né le 2 mai 1898 à Barry, dans le Glamorganshire. Son père, Josiah Coleman Finch, travaille comme inspecteur des chemins de fer. Après sa scolarité, il travaille pour la Barry Railway Company (en) de 1912 à 1919, puis pour le Tredegar Valley District Miners' Office. Il occupe plusieurs fonctions syndicales au sein de la South Wales Miners' Federation (en) (SMWF), puis de la National Union of Mineworkers.

### Carrière politique
Lors des élections générales de 1950, Finch est sélectionné par le Parti travailliste comme candidat à la succession du député de Bedwellty (en) Charles Edwards, qui ne se représente pas. Il remporte une large victoire et est systématiquement réélu au cours des deux décennies qui suivent. Dans le premier gouvernement de Harold Wilson, de 1964 à 1966, il est sous-secrétaire d'État parlementaire pour le pays de Galles (en) auprès du ministre Jim Griffiths. Il ne se représente pas aux élections de 1970 et Neil Kinnock lui succède comme député.